# Rue Voisine
La rue Voisine est une voie de communication de Saint-Denis.

## Situation et accès
Cette rue très courte est accessible par la station de métro Saint-Denis - Porte de Paris sur la ligne 13 du métro de Paris.
Son nom lui est attribué en 1886.

## Origine du nom
Cette rue, ancienne voie privée, porte le nom du propriétaire des terrains, directeur d'une importante usine.

## Historique

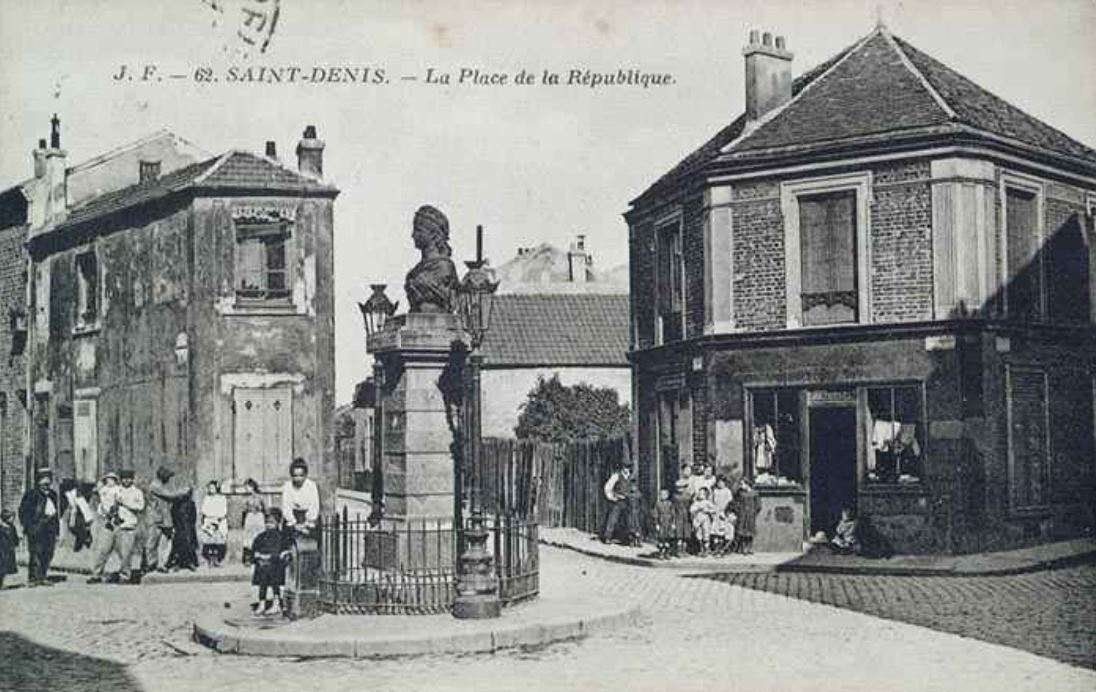
Place de la République, dans le quartier du Bel-Air.

À cet emplacement se trouvait une chapelle qui hébergeait des activités sociales, notamment de scoutisme.
Cette rue du quartier du Bel-Air a été presque totalement détruite lors de la construction de l'autoroute A1, pour édifier ses murs de soutien, à l'endroit où elle entame son virage vers la Plaine-Saint-Denis.
La rue débouchait sur une ancienne place de la République, cœur du quartier, qui a disparu dans les travaux. Le centre de cette place était décoré d'un buste de Marianne en bronze, dont on a perdu la trace, et qui pourrait avoir vraisemblablement disparu lors de la mobilisation des métaux non ferreux en 1942.

## Bâtiments remarquables et lieux de mémoire

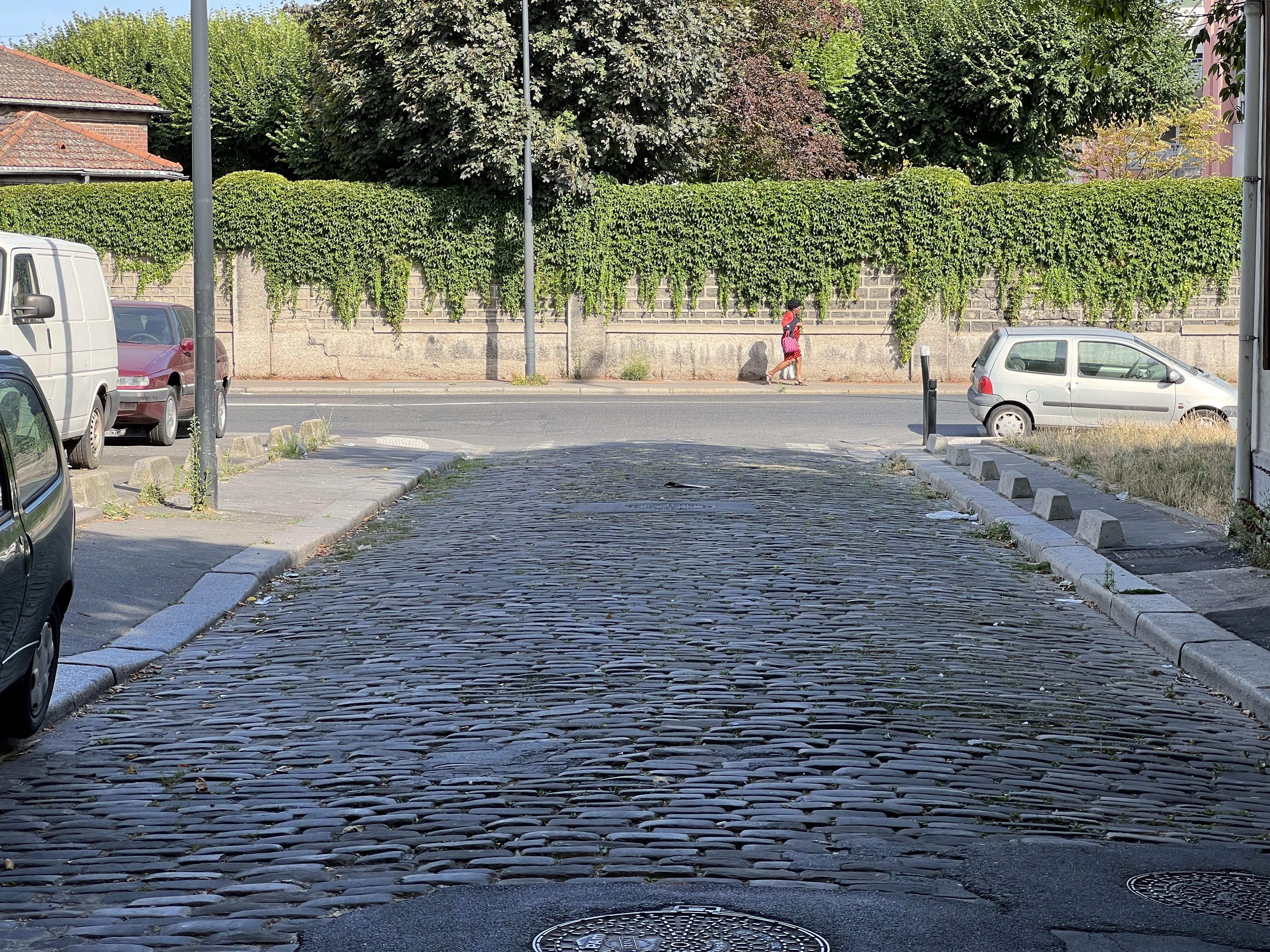
La partie restante de la rue en juillet 2022.

- Ancienne Chapelle de secours du quartier du Bel-Air[8].
- Hôpital Casanova.
- À l'emplacement de l'autoroute, un ancien lavoir auquel on accédait par un portail, et qui servait à la population locale et au linge de l'hôpital, qui bénéficiait d'une « barboteuse », sorte de machine à laver rudimentaire[9].
- Une chanson de Michel Vaucaire et Paul Nicolas, Le p'tit bal , interprétée par Jane Stick et diffusée en disque en 1936, prête à cette rue l'existence d'un petit bal qui s'y serait tenu.